# Бодайбо (река)
Бодайбо́ (употребл. также название «Бодайбинка») — река в Бодайбинском районе Иркутской области, правый приток Витима. Длина — 98 км, площадь водосборного бассейна — 1490 км². Среднегодовой расход воды — 11,27 м³/с.
Город Бодайбо находится в устье реки Бодайбо. Выше по течению на ней расположены посёлки Кяхтинский, Васильевский, Апрельск, рабочие посёлки Балахнинский и Артёмовский. Существовавшие ранее, ныне ликвидированные: Успенский, Андреевск, Ленинский и др.
В бассейне реки Бодайбо и её притоков в 1865—2001 годах было добыто 620 тонн золота. Это более половины всего добытого с 1846 года в Бодайбинском районе золота (1125 тонн на 2001 год).
Добыча ведётся дражным и раздельным способом, до 1980-х годов в верховьях (прииск Артёмовский) велась шахтная разработка.
Основные золотоносные притоки: Накатами, Большой Догалдын, Большой и Малый Чанчики, Иллигири, ключ Громовский.
Почти на всём протяжении долина реки переработана в отвалы, представляющие характерный «лунный» пейзаж. Вода заметно мутная (после впадения в Витим разница бодайбинской и витимской воды наблюдается визуально на протяжении нескольких километров, особенно с воздуха).
Система водного объекта: Витим → Лена → море Лаптевых.
| Средний расход воды (м³/с) реки Бодайбо по месяцам и за год с 1947 по 1950 гг. (замеры производились на гидрологическом посту в районе п. Кяхтинский, 22 км от устья) |

## Данные водного реестра
По данным государственного водного реестра России и геоинформационной системы водохозяйственного районирования территории РФ, подготовленной Федеральным агентством водных ресурсов:
- Бассейновый округ — Ленский
- Речной бассейн — Лена
- Речной подбассейн — Витим
- Водохозяйственный участок — Витим от г. Бодайбо до устья без реки Мамакан (от истока до Мамаканской ГЭС)
- Код водного объекта — 18030200512117100031510